# مسجد جامع رشت
مسجد-مدرسهٔ جامع رشت یکی از قدیمی‌ترین بناهای مذهبیِ این شهر می‌باشد که در میان بازار قرار گرفته و در طول سال‌ها دست‌خوش تغییرات بسیار شده‌است. چنان‌که به گفتهٔ ستوده این مسجد بارها خراب شده‌است و از نو ساخته‌اند. دربارهٔ بانیِ اولیهٔ آن آمده: «از جمله کارهای حاجی جمال خان ایجاد بنای مسجد جامع رشت است که به روایتی دیگر از احداثات همسرش، مادر امیر هدایت خان گیلانی می‌باشد.» در طول تاریخ اسناد بسیاری از این بنا باقی مانده‌است؛ از آن جمله می‌توان به شمارهٔ پانصد و بیست و ششم از کتاب گیلان در وقایع اتفاقیه اشاره کرد: «سردر مسجد جامع که چندی قبل خراب شد چند دانه اشرفی و ریال و شاهی سفید به سکهٔ پادشاهان صفویه از آنجا فروریخته بود، والی آنها را بتمامها به دربار معدلتمدار انفاد داشت.» این نوشتار حاکی از آن است که قدمت بنای مسجد جامع به دورهٔ صفویه بازمی‌گردد. گملین نیز در مطالعات خود از شهر رشت به سال ۱۱۸۳ ه‍.ق (۱۷۷۱م) از مسجد جامع نام برده‌است.
از تغییرات بنا می‌توان به سفرنامهٔ میرزا محمدحسین حسینی فراهانی اشاره کرد که «{...}در سنهٔ یک هزار و دویست و هفتاد و هشت {ه‍. ق} چند نفر از تجار رشت او را تعمیر نمودند و بر بنای اول آن افزودند.» ستوده نیز به نقل از مرحوم میرزا حسن خان اعتمادالسلطنه در این باره می‌نویسد: «در هر صورت چون رو به خرابی نهاده و محتاج مرمت و تعمیر بود در سنهٔ ۱۲۷۷ یا ۱۲۷۸ هجری قمری، چند نفر از تجار رشت، به شراکت، بنای مرمت آن را گذاشتند. به این معنی که بنای اول را یکباره منهدم ساخته، قدری بر طول و عرض مسجد افزودند و از نو بنا کردند. ولی این بنای مجدد ناتمام مانده و بانیها در گذشتند. این مسجد را هم مدرسه‌ای بوده که حالا به کلی خراب است.»
از معماریِ بنا پیش از دوباره‌سازیِ آن اطلاعی در دست نیست و تنها مطابق با متن فوق می‌توان گفت بنای جدید با ابعادی بزرگ‌تر از گذشته ساخته شده‌است. ساختار و محدودهٔ بنای تازه تأسیس متشکل از یک مسجد-مدرسه با حیاط مرکزی در نقشهٔ سال ۱۲۸۷ ه‍.ق شهر رشت مشخص شده و با عنوان مسجد جامع معرفی شده‌است. ملگنوف نیز در سال‌های پایانیِ اوایل قاجار در سفر خود به رشت از آن در محلهٔ بازار یاد کرده‌است.
تصاویری قدیمی از مسجد جامع توسط آنتوان سوروگین ثبت شده‌است که معماریِ آن را در سال ۱۳۲۰ه‍.ق نشان می‌دهد. «در تصویر مردمانی را می‌بینیم که مانند بسیاری از دیگر ایرانیان عهد قاجار با تعجب به دوربین خیره شده‌اند. در گوشهٔ سمت چپ تصویر، چندین کودک ایستاده‌اند. در میان آنان دخترک خردسالی نیز دیده می‌شود که به گفتهٔ کارلا سرنا از همان ایام کودکی روی خود را از غریبه پنهان می‌دارد و بدین طریق حجاب خود را در برابر مردان حفظ می‌کند. مردمانی که در این تصویر دیده می‌شوند همگی از اعضای طبقه‌های معمولی جامعه هستند، امری که به راحتی از روی پوشش آنان قابل حدس است. مردمانی عادی که عبورشان در این لحظه از جلو مسجد، به آنتوان سوروگین فرصت داده تا برای همیشه تصویر آنان را در تاریخ ثبت کند.»